# Opsiphanes pseudophilon
Opsiphanes pseudophilon är en fjärilsart som beskrevs av Hans Fruhstorfer 1907. Opsiphanes pseudophilon ingår i släktet Opsiphanes och familjen praktfjärilar. Inga underarter finns listade i Catalogue of Life.